# Isolobodon
Isolobodon is een uitgestorven geslacht van zoogdieren uit de familie van de stekelratten (Echimyidae). De wetenschappelijke naam van het geslacht werd in 1916 gepubliceerd door Joel Asaph Allen.

## Soorten
Er worden 2 soorten in dit geslacht geplaatst:
- Isolobodon montanus (G. S. Miller, 1922)
- Isolobodon portoricensis J. A. Allen, 1916 - Portoricaanse hutia